# Wohnhaus Mittelstraße 6
Das Wohnhaus Mittelstraße 6, Ecke Grüner Weg, in der niedersächsischen Kreisstadt Cuxhaven im Landkreis Cuxhaven stammt vom Anfang des 20. Jahrhunderts.
Aktuell (2024) wird es für Wohnungen genutzt.
Das Gebäude steht unter Denkmalschutz (siehe auch Liste der Baudenkmale in Cuxhaven).

## Geschichte und Beschreibung
Die 1931 erst so benannte Mittelstraße führt als Wohnstraße von der Deichstraße zum Stresemannplatz.
Das zweigeschossige villenartige traufständige verputzte und historisierende Eckgebäude auf Sockel mit überstehendem flachen Walmdach wurde 1900 gebaut. Die Fassaden wurden gestaltet und gegliedert mit Traugesims, Fensterrahmungen mit reichem Stuckdekor sowie bossenartigen Eckausbildungen. Über dem eingeschossigen südlichen wintergartenähnlichen Anbau befindet sich ein Balkon und der östliche Eingang in einem eingeschossigen Anbau.
Das Landesdenkmalamt befand u. a.: „… an der Ecke Mittelstraße / Grüner Weg und damit an städtebaulich markanter Stelle erbaut.“